# Neu Boltenhagen
Neu Boltenhagen – gmina w Niemczech, wchodząca w skład Związku Gmin Lubmin w powiecie Vorpommern-Greifswald, w kraju związkowym Meklemburgia-Pomorze Przednie.